# Iginia (traghetto)
La nave Iginia era un traghetto di tipo ferroviario, di proprietà di Bluvia, divisione per la navigazione di RFI. Entrata in servizio nel 1969, era adibita al trasporto di convogli ferroviari, autoveicoli e passeggeri nello Stretto di Messina, sulla rotta Messina - Villa San Giovanni.
Costruita presso i cantieri navali di Ancona, la nave era identica alla Sibari (radiata nel 2009) e alla Rosalia (radiata nel 2012) e, come esse, aveva la particolarità di possedere l'accesso per i carri solamente a prua, anziché a poppa o in ambo le parti; inoltre, era dotata di un ponte principale con quattro binari per un totale di 378 metri lineari per il trasporto di 16 vagoni ferroviari e un ponte superiore totalmente destinato al trasporto di autovetture. Per quanto riguarda i servizi a bordo, era dotata di ristorante self service e un bar.
Tra il 2007 e il 2012 subì diverse denunce per le precarie condizioni igieniche dello scafo, e fu fermata il 28 febbraio 2012 a seguito di una fuoriuscita di gas in sala macchine.
Scaduti i certificati necessari per la navigazione, dopo ben 42 anni di servizio, la nave fu posta in riserva dal 30 marzo 2012 ma rientrò in attività a maggio dello stesso anno, dopo ulteriori lavori in bacino che ne prolungarono le capacità operative. Dopo aver effettuato l'ultima corsa fra Messina e Villa San Giovanni il 23 dicembre 2013, la nave è stata definitivamente posta fuori servizio a partire dal 1º gennaio 2014.
Dopo 46 anni di vita, di cui 44 in linea tra Sicilia e Calabria, la nave, soprannominata transatlantico per le sue linee e gli eleganti saloni che ricordavano navi più prestigiose, il 13 maggio 2015 lasciò definitivamente lo stretto di Messina. Giunta il 19 maggio 2015 presso i cantieri di Aliağa (Turchia), il 3 giugno 2015 ha avuto inizio la demolizione che si è conclusa nel giro di circa due settimane.

## Navi gemelle
- Sibari
- Rosalia